# カミクラゲ
カミクラゲ（髪水母）は青森〜九州の太平洋岸の湾内に生息する日本固有種のクラゲの一種。12月から5月にかけて見られる。
傘は円筒状で高さ10cm、幅6cm。放射管は4本あり、多くの枝状の盲管を出す。生殖腺は螺旋状に垂れ、触手は傘縁一帯から多数生ずる。毒性は弱く、刺傷報告は殆どない。
多数の長い触手の棚引く様子が髪の毛を思わせることからこの名がついた。この触手の根元には赤い眼点があり、そこで光を感じ取ることができる。飼育下で受精卵を得て飼育しても、幼生を着底させて変態させるに至った成功例は知られておらず、野外からもポリプの世代は未発見である。その原因として、ヒドロ虫類の多くの種に見られるように、ポリプ世代が他の生物と共生生活を営んでいる可能性も指摘されている。